# تپه شرشر
تپه شرشر مربوط به دوران‌های تاریخی پس از اسلام است و در شهرستان مشهد، بخش مرکزی، روستای شرشر واقع شده و این اثر در تاریخ ۱۲ تیر ۱۳۸۴ با شمارهٔ ثبت ۱۲۰۷۶ به‌عنوان یکی از آثار ملی ایران به ثبت رسیده‌است.